# مسجد مرعش الكبير
مسجد مرعش الكبير، هو مسجد ومعلم تاريخي قديم، يقع في مدينة كهرمان مرعش في تركيا.

## التاريخ
- بني المسجد في القرن السادس عشر، يقع جنوب قلعة كهرمان مرعش وإلى الشمال الغربي من السوق المغطى، بناها سليمان  القادري الذي حكم بين عامي 1442 و1454.

- المسجد ذو سقف خشبي على عكس معظم المساجد الأخرى، لم يتم بناء مئذنة للمسجد، يحتوي على مئذنة مبنية في الفناء[3]

- الفناء يعتبر جزء من المسجد، مزين بألواح خزفية وزخارف موجودة على المئذنة والبوابة والمحراب والمنبر.[4]